# 上毛新聞
上毛新聞是由上毛新聞社（位于前橋市）發行的日報。是群馬縣內第一大地方報。日發行量約31萬份。創刊于1887年（明治20年）11月1日。日本知名小說家橫山秀夫曾在此社任職記者。

## 外部連結
- 上毛新聞社 （页面存档备份，存于）